# Trithemis hecate
Trithemis hecate е вид водно конче от семейство Libellulidae. Видът не е застрашен от изчезване.

## Разпространение
Разпространен е в Ангола, Ботсвана, Гвинея, Гвинея-Бисау, Демократична република Конго, Замбия, Зимбабве, Кения, Либерия, Мадагаскар, Малави, Мали, Мозамбик, Намибия, Сенегал, Сиера Леоне, Танзания, Уганда и Южна Африка.